# Eino Räsänen
Eino Olavi Räsänen, född 24 september 1902 i Kuopio, död 18 januari 1970 i Helsingfors, var en finländsk skulptör.
Räsänen studerade 1920–1924 vid Centralskolan för konstflit och 1925–1927 vid Finska konstföreningens ritskola samt ställde ut första gången 1926. Han utförde ett stort antal monument och reliefer i realistisk stil på olika håll i landet, till exempel klubbekrigarmonumentet i S:t Michel (1939) och det första monumentet över fallna röda i inbördeskriget (Nokia, 1945). Från 1953 till 1959 undervisade han vid Finska konstföreningens skola.
Han erhöll Pro Finlandia-medaljen 1960.